# John Doe (single)
John Doe is een nummer van de Amerikaanse hiphopzanger B.o.B samen met de Amerikaanse singer-songwriter Priscilla. Het kwam uit op 3 november 2013 en is daarmee het vijfde nummer op B.o.B's derde studioalbum Underground Luxury. In de Verenigde Staten piekte het nummer op de 69e plaats in de Billboard Hot 100. Op 7 januari 2014 kon men het nummer voor het eerst horen op de radio.
De muziekvideo kwam uit op 16 januari 2014 en is geregisseerd door K. Asher Levin.

## Hitnoteringen

### Nederlandse Top 40
| Hitnotering: 08-02-2014 t/m 12-04-2014 | Hitnotering: 08-02-2014 t/m 12-04-2014 | Hitnotering: 08-02-2014 t/m 12-04-2014 | Hitnotering: 08-02-2014 t/m 12-04-2014 | Hitnotering: 08-02-2014 t/m 12-04-2014 | Hitnotering: 08-02-2014 t/m 12-04-2014 | Hitnotering: 08-02-2014 t/m 12-04-2014 | Hitnotering: 08-02-2014 t/m 12-04-2014 | Hitnotering: 08-02-2014 t/m 12-04-2014 | Hitnotering: 08-02-2014 t/m 12-04-2014 | Hitnotering: 08-02-2014 t/m 12-04-2014 | Hitnotering: 08-02-2014 t/m 12-04-2014 |
| Week:                                  | 1                                      | 2                                      | 3                                      | 4                                      | 5                                      | 6                                      | 7                                      | 8                                      | 9                                      | 10                                     |                                        |
| -------------------------------------- | -------------------------------------- | -------------------------------------- | -------------------------------------- | -------------------------------------- | -------------------------------------- | -------------------------------------- | -------------------------------------- | -------------------------------------- | -------------------------------------- | -------------------------------------- | -------------------------------------- |
| Positie:                               | 32                                     | 29                                     | 26                                     | 23                                     | 21                                     | 23                                     | 24                                     | 27                                     | 32                                     | 40                                     | uit                                    |

### NederlandseSingle Top 100
| Hitnotering: 01-02-2014 t/m 26-04-2014 | Hitnotering: 01-02-2014 t/m 26-04-2014 | Hitnotering: 01-02-2014 t/m 26-04-2014 | Hitnotering: 01-02-2014 t/m 26-04-2014 | Hitnotering: 01-02-2014 t/m 26-04-2014 | Hitnotering: 01-02-2014 t/m 26-04-2014 | Hitnotering: 01-02-2014 t/m 26-04-2014 | Hitnotering: 01-02-2014 t/m 26-04-2014 | Hitnotering: 01-02-2014 t/m 26-04-2014 | Hitnotering: 01-02-2014 t/m 26-04-2014 | Hitnotering: 01-02-2014 t/m 26-04-2014 | Hitnotering: 01-02-2014 t/m 26-04-2014 | Hitnotering: 01-02-2014 t/m 26-04-2014 | Hitnotering: 01-02-2014 t/m 26-04-2014 | Hitnotering: 01-02-2014 t/m 26-04-2014 |
| Week:                                  | 1                                      | 2                                      | 3                                      | 4                                      | 5                                      | 6                                      | 7                                      | 8                                      | 9                                      | 10                                     | 11                                     | 12                                     | 13                                     |                                        |
| -------------------------------------- | -------------------------------------- | -------------------------------------- | -------------------------------------- | -------------------------------------- | -------------------------------------- | -------------------------------------- | -------------------------------------- | -------------------------------------- | -------------------------------------- | -------------------------------------- | -------------------------------------- | -------------------------------------- | -------------------------------------- | -------------------------------------- |
| Positie:                               | 54                                     | 47                                     | 42                                     | 45                                     | 42                                     | 32                                     | 38                                     | 47                                     | 56                                     | 62                                     | 66                                     | 66                                     | 86                                     | uit                                    |

### 3FM Mega Top 50
| Hitnotering: 01-01-2014 t/m 19-04-2014 | Hitnotering: 01-01-2014 t/m 19-04-2014 | Hitnotering: 01-01-2014 t/m 19-04-2014 | Hitnotering: 01-01-2014 t/m 19-04-2014 | Hitnotering: 01-01-2014 t/m 19-04-2014 | Hitnotering: 01-01-2014 t/m 19-04-2014 | Hitnotering: 01-01-2014 t/m 19-04-2014 | Hitnotering: 01-01-2014 t/m 19-04-2014 | Hitnotering: 01-01-2014 t/m 19-04-2014 | Hitnotering: 01-01-2014 t/m 19-04-2014 | Hitnotering: 01-01-2014 t/m 19-04-2014 | Hitnotering: 01-01-2014 t/m 19-04-2014 | Hitnotering: 01-01-2014 t/m 19-04-2014 | Hitnotering: 01-01-2014 t/m 19-04-2014 |
| Week:                                  | 1                                      | 2                                      | 3                                      | 4                                      | 5                                      | 6                                      | 7                                      | 8                                      | 9                                      | 10                                     | 11                                     | 12                                     |                                        |
| -------------------------------------- | -------------------------------------- | -------------------------------------- | -------------------------------------- | -------------------------------------- | -------------------------------------- | -------------------------------------- | -------------------------------------- | -------------------------------------- | -------------------------------------- | -------------------------------------- | -------------------------------------- | -------------------------------------- | -------------------------------------- |
| Positie:                               | 40                                     | 28                                     | 25                                     | 30                                     | 26                                     | 25                                     | 27                                     | 41                                     | 46                                     | 42                                     | 44                                     | 46                                     | uit                                    |

## Releasedata
| Land             | Releasedatum   | Formaat | Label    |
| ---------------- | -------------- | ------- | -------- |
| Verenigde Staten | 7 januari 2014 | Radio   | Atlantic |